# 诺德韦克豪特
诺德韦克豪特（荷蘭語：Noordwijkerhout，[ˌnoːrtʋɛi̯kərˈɦʌu̯t] ⓘ）是荷兰西部南荷兰省的一个旧市镇。该旧市镇辖区23.40 km² (其中0.80 km²为水面)。诺德韦克豪特位于荷兰球茎种植区中心，以其郁金香闻名。人口15,121（2006年5月）。2019年1月1日，诺德韦克豪特并入市镇諾德韋克。